# François Rabelais
François Rabelais (UK: /ˈræbəleɪ/ RAB-ə-lay, US: /ˌræbəˈleɪ/ -⁠LAY, tiếng Pháp: [fʁɑ̃swa ʁablɛ], đọc là Phrăng-xoa Ra-ble) (sinh năm 1483 hoặc 1494 – mất ngày 9 tháng 4 năm 1553) là một nhà văn Pháp thời Phục hưng, bác sĩ và là một người theo chủ nghĩa nhân văn.
Rabelais sinh ra và lớn lên ở một trại ấp gần thành phố Chinon, trong một gia đình trí thức khá giả. Cha là luật sư, chăm lo đến việc học hành của con cái. Từ thuở ấu thơ, Rabelais đã biểu lộ tư chất thông minh và ham học.
Thời thanh thiếu niên đã từng trải qua nhiều tu viện, năm 26 tuổi ông trở thành tu sĩ, về sau ông chán đời tu hành vì bị hấp dẫn bởi những tư tưởng của nhân văn chủ nghĩa. Ông miệt mài đọc những tác phẩm cổ đại Hy-La, học tiếng Hy Lạp, giao thiệp với các nhà nhân văn chủ nghĩa.
Ông cũng ham học hỏi ở cuộc sống vĩ đại đang chuyển mình dữ dội và đã sang Italia, Tây Ban Nha. Mỗi tác phẩm của Rabelais ra đời tức khắc bị trường Sorbonne, thành trì bảo thủ, lạc hậu và đầy quyền lực, cấm đoán. Nhiều trí thức tiến bộ đã bị truy lùng, giam cầm, đưa lên giàn lửa, Rabelais cũng phải trốn tránh một số năm.
Rabelais được gửi học ở trường dòng và trở thành tu sĩ. Nhưng ông không an phận với cuộc sống tu hành, mà say mê nghiên cứu văn hóa cổ đại Hy Lạp - Rôma và thích giao tiếp với những nhà nhân văn chủ nghĩa.  Năm 1528, ông từ bỏ chức giáo sĩ để đi học luật, rồi y khoa. Năm 1532, ông làm thầy thuốc ở Lyon và bắt tay vào sự nghiệp văn chương. Ông viết báo, dịch sách và viết tiểu thuyết. Bộ tiểu thuyết nổi tiếng của ông, "Gargantua và Pantagruel", gồm năm cuốn, được xuất bản trong khoảng năm 1532-1554 (cuốn thứ năm xuất bản sau khi ông mất được một năm).
Tác phẩm của Rabelais thấm nhuần tư tưởng nhân văn.  Ông dùng tiếng cười giễu cợt, lên án bọn giáo sĩ, đả kích bọn vua chúa tham lam độc ác.  Ông đả phá xã hội phong kiến và để xuất ý kiến xây dựng xã hội mới. Giáo hội ra lệnh cấm xuất bản và truy nã tác phẩm.
Rabelais là ngôi sao rực rỡ trên văn đàn Phục Hưng của Pháp.